# Стопа, Яцек
Яцек Стопа (пол. Jacek Stopa; род. 3 января 1987, Вроцлав) — польский шахматист, гроссмейстер (2015).
Трижды побеждал на чемпионатах Польши среди юниоров в разных возрастных категориях: до 12 лет (1999, Висла), до 18 лет (2005, Леба) и до 20 лет (2006, Сьрода-Велькопольска).
Выступал в Шахматной лиге США за клуб «Даллас Дестини», чемпион сезона 2007 года, входил в символическую сборную всех звёзд в сезонах 2006 и 2007 годов.
Трёхкратный бронзовый призёр командных чемпионатов Европы по решению шахматных задач (2006, 2007, 2008).

## Изменения рейтинга
| Графики недоступны из-за технических проблем. См. информацию на Фабрикаторе и на mediawiki.org. |